# Donna Tartt
Donna Tartt (Greenwood, 23 de dezembro de 1963) é uma escritora, romancista, ensaísta e crítica norte americana.

## Biografia
Filha de Don e Taylor Tartt, Donna nasceu a 23 de Dezembro de 1963 em Greenwood, Mississippi mas foi criada em Grenada, Mississippi, Estados Unidos. É de ascendência italiana.
Iniciou os seus estudos universitários na Universidade do Mississippi em 1981, transferindo-se posteriormente para a Universidade de Bennington em 1982, onde veio a concluir a sua formatura em1986. Foi neste estabelecimento de ensino que conheceu o escritor Bret Easton Ellis, seu colega de Universidade.
Em 2014, ganhou a Medalha Andrew Carnegie para a Excelência na Ficção e Prémio Pulitzer de Ficção pela obra O Pintassilgo.

## Obras Literárias

### A História Secreta(The Secret History)
Tartt iniciou o seu primeiro romance A História Secreta durante o seu segundo ano em Bennington. Foi Ellis que recomendou o seu trabalho a uma bem conhecida agente literária, Amanda Urban, que preparou o caminho para o êxito do romance. Foi publicado em 1992 com enorme sucesso, chegando a ultrapassar 75.000 exemplares na primeira edição, tornando-se assim um best seller. Foi traduzido em mais de 24 línguas.
O fio narrativo de A História Secreta passa-se numa universidade fictícia que se assemelha bastante ao ambiente onde a própria escritora estudou. O enredo inclui um grupo achegado de estudantes e o seu professor de Literatura Clássica, que tecem um plano secreto. A narrativa na primeira pessoa é bastante enriquecida com as diferenças entre cada membro do grupo. Numa toada de calma melancolia, o narrador discorre sobre variadas circunstâncias que acabam por culminar no assassínio de um dos membros do grupo. Visto que o crime, bem como o local e os seus causadores, são revelados no início do romance, afasta a narrativa da formal estrutura clássica do livro de crime e mistério.

### O Amigo de Infância(BR) ouO Pequeno Amigo(PT) (The Little Friend)
O Amigo de Infância (BR) ou O Pequeno Amigo (PT), segundo romance de Tartt, publicado em Outubro de 2002. A primeira vista, trata-se de uma aventura misteriosa, contada do ponto de vista de Harriet, uma menina de 12 anos, e seu amigo Hely, residentes no sul dos Estados Unidos, em meados do Século XX. É um romance perturbador sobre a perda da inocência, a dor, a culpa, a vingança e também sobre as complicações que dificultam a procura da verdade e da justiça.

### O Pintassilgo(The Goldfinch)
Terceiro romance da escritora, publicado nos Estados Unidos em 2013, 11 anos depois do segundo livro da mesma autora. Manteve-se durante semanas na lista dos livros mais vendidos do New York Times, tendo ganho o Prémio Pulitzer de Ficção de 2014. A história tem por protagonista Theo Decker, que sobrevive aos 13 anos a um ataque terrorista que vitima mortalmente a mãe. Desorientado, numa nova casa, numa escola onde tem colegas que o perseguem, refugia-se num quadro, a obra de  Carel Fabritius, "O Pintassilgo". Este romance é sobre a perda, o instinto de sobrevivência e a história de uma obsessão.
Donna Tartt tem auxiliado alguns autores desconhecidos a lançar a sua carreira e coopera em projectos tanto de ficção como não ficcionais, incluindo uma biografia controversa do actor Anthony Perkins.